# Тортормі

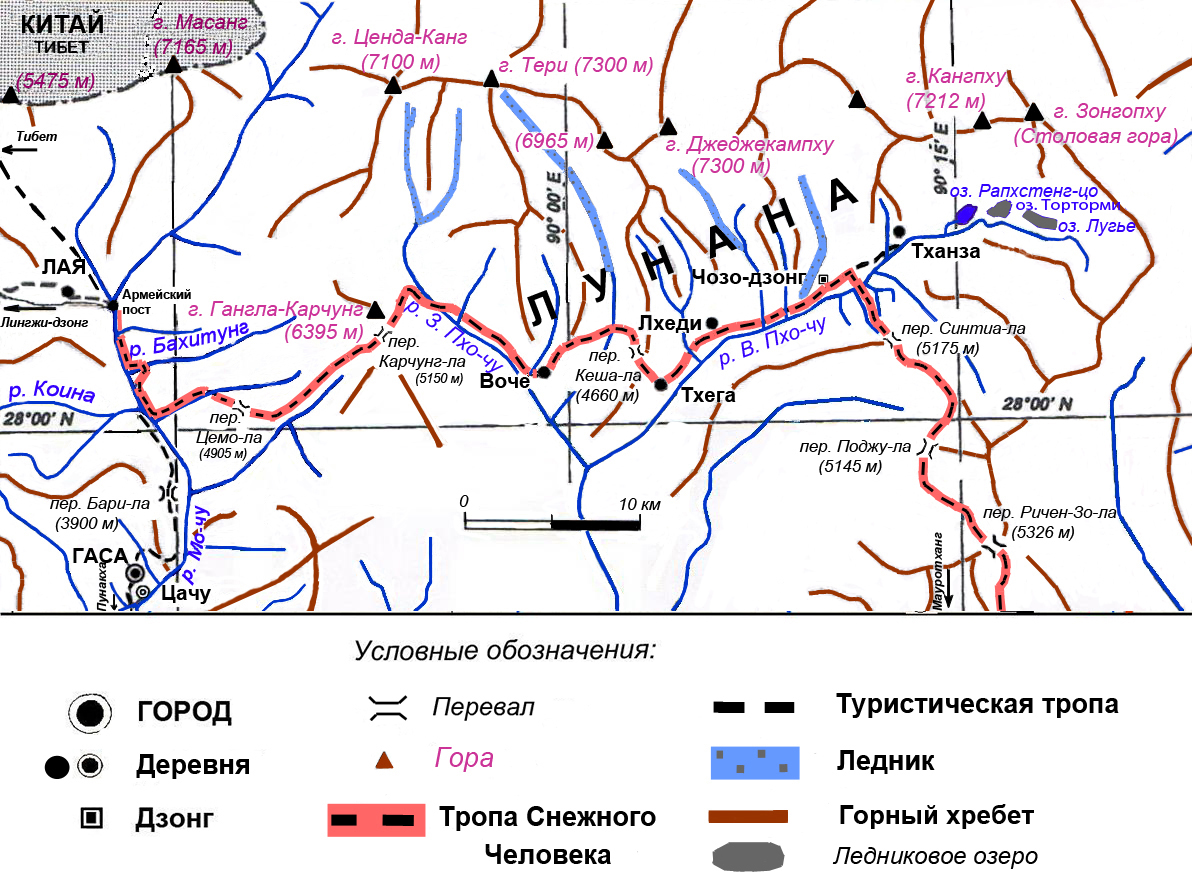
Гірська частина дзонгхага Гаса, гевоги Лая та Лунана

Тортормі — озеро в Бутані, що знаходиться на висоті 4 428 метрів над рівнем моря. Озеро живлять нестримно танучі гімалайські льодовики. Прискорення процесу привело в 1994 році до повені, яка забрала 20 життів і викликала паніку серед місцевих жителів. Після цього уряд Бутану за допомогою Програми розвитку ООН (UNDP), Всесвітнього фонду дикої природи (WWF), Австрійського агентства з охорони довкілля (Umweltbundesamt) і добровольців розробило проект часткового осушення озера.
У результаті рівень води знизився на 86 сантиметрів, ризику нових повеней більше не існує. Протягом подальших трьох років озеро обміліє ще на 3 метри.